# Соната
Сона́та (італ. sonata від лат. sonare — звучати) — музичний твір циклічної форми (звичайно 3 або 4 частини) для одного або кількох інструментів.
Термін «соната» відомий з XVI століття. Початково цим терміном називали будь-який інструментальний твір, на противагу вокальним кантатам.
На початок XVII ст. утворилося 2 типи сонат: церковні сонати (sonata da chiesa) та камерні сонати (sonata da camera). Для церковних сонат характерні 4-частинний цикл із певною послідовністю темпів частин для 2 або 3 виконавців із супроводом генерал-баса. Найважливіше положення займали також соната для однієї скрипки й генерал баса, насамперед у композиторів т.зв. італійської скрипкової школи — А. Вівальді, А. Кореллі й ін. Соната для скрипки з повністю виписаної й багато розробленою партією клавіру з'явилися у Й. С. Баха. У ранньокласичний період (середина XVIII ст.) інтенсивно формувався тип класичної соната (особливо в соната для фортепіано К. Ф. Е. Баха й Д. Скарлатті). Він остаточно сформувався в період віденського класицизму (кінець XVIII ст.) у творчості Й. Гайдна, В. А. Моцарта й ін. Найбільшою вершиною в розвитку соната стали сонати Л. Бетховена (32 для фортепіано, 10 для скрипки й фортепіано, 5 для віолончелі й фортепіано). Їм притаманна глибина змісту, широта кола образів, та напружена конфліктність образів, часом близька до симфонічних масштабів. Ряд сонат Бетховена являє собою 4-частинний цикл, що відтворює послідовність частин симфонії й квартету.
У творчості композиторів-романтиків відбувалося збагачення й переосмислення жанру класичної сонати (переважно бетховенського типу). Великий внесок у розвиток сонати внесли Ф. Шопен,Р. Шуман, Ф. Ліст, Й. Брамс, Е. Гріг й ін. В їх творчості підсилилася тенденція до широкого симфонічного трактування жанру, поглибилася контрастність образів. Прагнення до єдності циклу приводить до створення одночастинних соната (вперше — в 2-й сонаті для фортепіано Ф. Ліста).
Наприкінці XIX — початку XX ст. яскраві оновлюючі тенденції проступають у сонатах французьких композиторів Ґ. Форе, П. Дюка, М. Равеля, К. Дебюссі, російських композиторів О. М. Скрябіна, М. К. Метнера. В XX ст. соната залишається одним із провідних музичних жанрів. Нові образи й засоби виразності істотно змінюють її вигляд. До видатних зразків сучасної музики належать сонати C. C. Прокоф'єва (10 для фортепіано, 2 скрипкові), Д. Д. Шостаковича (2 для фортепіано, 1 скрипкова, віолончельна, альтова !), П. Гіндемита (близько 30 соната майже для всіх інструментів), Б. Бартока (6 соната для різних складів). В 50–70-х рр. термін «соната», як у давній давнині, часом розуміється лише як позначення інструментальної п'єси (соната для віолончелі з оркестром К. Пендерецького).
Першими сонатами українських композиторів стали скрипкова соната М. Березовського та фортепіанні сонати — Д. Бортнянського. Пізніше до цього жанру звертались: М. Лисенко, В. Косенко, Б. Лятошинський, М. Тіца, Р. Сімович, Ю. Щуровський, В. Сєчкін та ін.
Серед сучасних українських композиторів найвизначніший внесок у розвиток жанру внесли В. Сильвестров, Ю. Іщенко та інші композитори.